# Siana (Grecja)
Siana (gr. Σιάνα) – miejscowość w Grecji, w zachodniej części wyspy Rodos, w administracji zdecentralizowanej Wyspy Egejskie, w regionie Wyspy Egejskie Południowe, w jednostce regionalnej Rodos, w gminie Rodos. W 2011 roku liczyła 151 mieszkańców. Słynie z produkcji miodu i wysokoprocentowego lokalnego alkoholu souma.